# 美丽画眉草
美丽画眉草（学名：Eragrostis pulchra）是禾本科画眉草属的植物，是中国的特有植物。分布在中国大陆的海南省等地，目前尚未由人工引种栽培。